# Allocosa gracilitarsis
Allocosa gracilitarsis là một loài nhện trong họ wolfspinnen (Lycosidae).
Loài này thuộc chi Allocosa. Allocosa gracilitarsis được William Frederick Purcell miêu tả năm 1903.